# Mont-le-Vernois
Mont-le-Vernois is een gemeente in het Franse departement Haute-Saône (regio Bourgogne-Franche-Comté) en telt 160 inwoners (2011). De plaats maakt deel uit van het arrondissement Vesoul.

## Geografie
De oppervlakte van Mont-le-Vernois bedraagt 7,9 km², de bevolkingsdichtheid is 20,3 inwoners per km².
De onderstaande kaart toont de ligging van Mont-le-Vernois met de belangrijkste infrastructuur en aangrenzende gemeenten.

## Demografie
Onderstaande figuur toont het verloop van het inwonertal (bron: INSEE-tellingen).